# Kazimierz Łukaszewicz (fizyk)
Kazimierz Łukaszewicz (ur. 26 marca 1927 w Duboji koło Pińska, zm. 23 maja 2016 we Wrocławiu) – polski fizyk, krystalograf, profesor nauk fizycznych, pracownik naukowy Instytutu Niskich Temperatur i Badań Strukturalnych im. Włodzimierza Trzebiatowskiego PAN, członek korespondent Polskiej Akademii Nauk.

## Życiorys
Był specjalistą w zakresie krystalografii i rentgenograficznej analizy strukturalnej. Prowadził badania w zakresie oznaczania struktury różnych kryształów wykazujących interesujące właściwości fizyczne. Zajmował się również badaniem przemian fazowych w kryształach oraz nanokrystalografią w zakresie badań struktury domenowej i uporządkowania bliskiego zasięgu w kryształach nieuporządkowanych.
Ukończył studia z fizyki na Uniwersytecie Wrocławskim w 1952. Doktorat z krystalografii obronił w 1959, a w 1974 uzyskał tytuł profesora nauk fizycznych. W Instytucie Niskich Temperatur i Badań Strukturalnych im. Włodzimierza Trzebiatowskiego PAN w latach 1966–1997 był kierownikiem Zakładu Krystalografii. Wypromował 16 doktorów nauk.
Od 1979 był członkiem korespondentem Polskiej Akademii Nauk. Był członkiem Komitetu Krystalografii - w latach 1972-2003 jego przewodniczącym, następnie przewodniczącym honorowym. w latach 1972–1978 był członkiem Komitetu Wykonawczego Międzynarodowej Unii Krystalografii, a w latach 1984–1986 przewodniczącym Europejskiego Komitetu Krystalograficznego.
Odznaczony Krzyżem Kawalerskim Orderu Odrodzenia Polski.
Jego bratem bliźniakiem był matematyk Józef Łukaszewicz.